# Carlos Pellegrini
Carlos Enrique José Pellegrini Bevans (Buenos Aires, 11 ottobre 1846 – Buenos Aires, 17 luglio 1906) è stato un politico, avvocato e giornalista argentino, Presidente dell'Argentina dal 6 agosto 1890 al 12 ottobre 1892.

## Carriera politica
Di origine svizzera-italiana, Carlos Pellegrini partecipò come volontario alla guerra tra Argentina e Paraguay (1865 - 1870). Datosi alla politica, nel 1873 intraprese la carriera diplomatica, prima di ricoprire incarichi ministeriali: nel 1880 e nel 1885 fu ministro della Guerra e ministro della Marina, nel 1881 venne nominato senatore, ottenendo poi la vicepresidenza della Repubblica nel 1886. 
Ciò ne fece il candidato più adatto alla successione alla presidenza della Repubblica argentina, dopo le dimissioni di Miguel Juárez Celmán il 6 agosto 1890. In veste di presidente, Pellegrini riuscì per qualche tempo a mantenere l'ordine in una situazione politica complessa e a risanare le finanze pubbliche, anche con la fondazione, nel 1891, del Banco de la Nación. Il 12 ottobre 1892, in seguito ad una crisi ministeriale di difficile soluzione, il presidente argentino si dimise, ritirandosi a vita privata, morendo il 17 luglio 1906, a 59 anni.
Massone, iniziato nella Loggia Regeneracion n. 5, nel 1883 si affiliò alla loggia Docente.  Nel 1885 presiedette la Logia Nacional. Fu tra i fondatori del Grande Oriente del rito argentino e ne era il Gran maestro eletto quando morì.

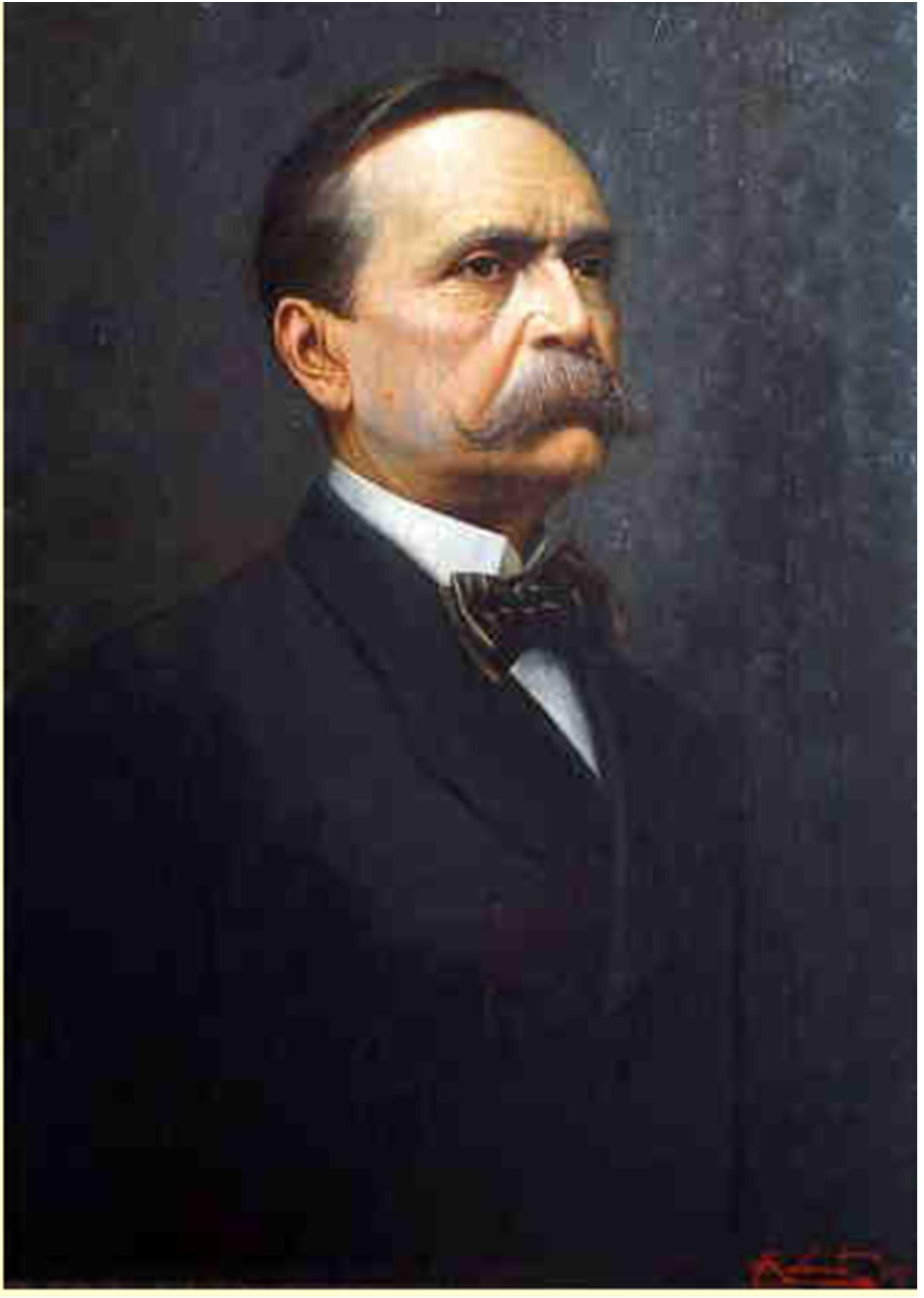
Filippo Galante, Ritratto di Carlos Pellegrini, 1907, olio su tela